# آرثر إتش سميث
آرثر إتش سميث (بالإنجليزية: Arthur H. Smith)‏ هو مهندس معماري أمريكي، (ولد في لندن في المملكة المتحدة 1869  م).